# لاتوسترول
لاتوسترول (به انگلیسی: Lathosterol) با فرمول شیمیایی C۲۷H۴۶O یک ترکیب شیمیایی با شناسه پاب‌کم ۶۵۷۲۸ است. که جرم مولی آن ۳۸۶٫۶۵ g/mol می‌باشد. 